# Кокорняжный
Кокорняжный — ручей в России, протекает по территории Сумпосадского сельского поселения Беломорского района Карелии. Длина ручья — 15 км, площадь водосборного бассейна — 411 км².
Течёт преимущественно в юго-восточном направлении по заболоченной местности.
Ручей в общей сложности имеет 7 притоков суммарной длиной 26 км.
Втекает в реку Руйгу, впадающую в Онежскую губу Белого моря (Поморский берег).
Населённые пункты на ручье отсутствуют.
Код объекта в государственном водном реестре — 02020001412202000007270.